# Kľak (Muránska planina)
Kľak (1409 m) – jeden z najwyższych szczytów Murańskiej Płaniny w Rudawach Gemerskich w Wewnętrznych Karpatach Zachodnich na Słowacji.

## Położenie
Szczyt Kľaku znajduje się w północno-zachodniej części Murańskiej Płaniny. Ponieważ jest jedynie jednym z najwyższych wzniesień rozległego krasowego płaskowyżu, pozbawionego wewnętrznej sieci rzecznej, nie jest możliwe określenie jego ścisłego położenia w sieci grzbietów górskich. Można jedynie stwierdzić, że znajduje się w strefie wododziału pomiędzy dorzeczami Hronu na północy a Slanej na południu. Masyw Kľaku wznosi się pomiędzy dolinami: Za Nehovým na północy i Dudlavka na południowym zachodzie, należącymi do dorzecza potoku Hronec.
Cały masyw Kľaku leży na terenie Parku Narodowego Muránska planina.

## Geologia i morfologia
Podstawę masywu Kľaku, jak i całą Murańską Płaninę, tworzą grube na wieleset metrów warstwy triasowych wapieni i dolomitów, jednak na samym wierzchołku góry jako denudacyjne pozostałości dawnego wulkanizmu zachowały się aglomeraty andezytowe (soczewka andezytu w północnym stoku).
Ku zachodowi Kľak obniża się łagodnie, formując grzbiet kulminujący we wzniesieniu Zadné hory (1297 m), a następnie skręcający ku północnemu zachodowi i jako Klátny Grúň opadający w widły dolin Hrońca i jego prawobrzeżnego dopływu – potoku z doliny Za Nehovým. W kierunku południowym wierzchołek Kľaku opada łagodnie ku polanom Nižnej Kľakovej. Ku wschodowi obniża się równie łagodnie ku centralnej części murańskiego plateau.
Ku północy Kľak spada stromymi, skalistymi zboczami wysokości kilkuset metrów, a gdzieniegdzie i uskokami do doliny Za Nehovým. Znajduje się w nich jedna z największych jaskiń Krasu Murańskiego – Machnatá, nazywana również Jaskinią Zbójnicką (słow. Zbojnícka jaskyňa). Systematyczna penetracja speleologiczna tych stoków podjęta z końcem lat 90. ub. wieku wykazała istnienie w nich 13 nowych jaskiń, m.in. długiej na kilkadziesiąt metrów jaskini Labyrint. Ponad wywierzyskiem Klátna znajduje się jaskinia Černá diera, a wyżej interesująca Šnúrková jaskyňa. Względnie długa jest Pochopova jaskyňa, licząca 102 m długości.

## Przyroda ożywiona
Cały masyw Kľaku jest zalesiony. W strefie szczytowej rośnie górnoreglowy bór świerkowy, w niższych położeniach pojawia się jodła i buk. Na wapiennych skałach na północnych stokach, ponad doliną Za Nehovým, występują fragmenty pierwotnych kompleksów leśnych, które tworzą głównie sosna zwyczajna i modrzew europejski. Towarzyszą im również świerk, jodła, buk i jawor, a w podszyciu występuje największa rzadkość całej Murańskiej Płaniny – endemiczny wawrzynek murański (Daphne arbuscula Celak).

## Turystyka
Na szczyt Kľaku nie wiedzie żaden znakowany szlak turystyczny. Ponieważ szczyt leży na terenie parku narodowego, a do tego pozbawiony jest jakiegokolwiek widoku, nie jest on zwiedzany przez turystów.
  – Południowo-wschodnimi zboczami dość kształtnej kopuły Kľaku wiodą czerwone znaki głównego szlaku całych Rudaw Słowackich – tzw. Rudnej Magistrali – na odcinku od leśniczówki na polanie Studňa po polanę Nižná Kľaková.